# Yungavolucris
Yungavolucris is een geslacht van uitgestorven enantiornithische vogels. Het bevat als enige soort Yungavolucris brevipedalis, die leefde in het Laat-Krijt (Maastrichtien, circa 70,6-66 miljoen jaar geleden). De fossiele botten werden gevonden in de Lecho-formatie bij estancia El Brete, Argentinië.

## Naamgeving
In de jaren zeventig en tachtig werd uit El Brete verschillende middenvoeten van vogels ontdekt.
De typesoort Yungavolucris brevipedalis werd in 1993 benoemd door Luis Maria Chiappe.
Yungavolucris brevipedalis betekent 'kortvoetige Yungas-vogel'. De geslachtsnaam Yungavolucris is vernoemd naar de Yungas-regio + het Latijnse volucris, wat zich vertaalt naar 'vogel' of 'vliegend dier'. De soortaanduiding brevipedalis komt van het Latijnse brevis, wat 'kort' betekent, + pedalis, van het Latijnse pes, wat 'voet' betekent. Overigens is de middenvoet niet zozeer bijzonder kort als wel breed.
De enige overblijfselen van Yungavolucris die tot nu toe zijn ontdekt, bestaan uit verschillende tarsometatarsi, waarvan alleen het holotype PVL-4053 bijna compleet is. De paratypen zijn de middenvoeten PVL-4040, PVL-4052, PVL-4268 en PVL-4692.

## Beschrijving
Naar moderne inzichten zijn er geen onderscheidende kenmerken.
Deze tarsometatarsi zijn ongewoon erg stevig en plat, en ook erg breed aan de onderkant. Deze exemplaren zijn matig groot, tussen de 41,6 en 51,9 millimeter lang, en als zijn poten en voeten niet overdreven waren ingekort ten opzichte van het lichaam, was de vogel ongeveer zo groot als een grote merel. De breedte van het bot is echter aanzienlijk, ongeveer tweemaal de breedte van de tarsometatarsi van Lectavis en Soroavisaurus, twee van zijn tijdgenoten. Dus als de poot en de voet alleen maar korter werden en niet ook breder, zou men kunnen verwachten dat het een zwaar gebouwde, trage en misschien zelfs niet-vliegende vogel ter grootte van een grote kip was.
Middenvoetsbeen IV (het buitenste bot van de tarsometatarsus) is erg dun en gereduceerd, maar niettemin ongeveer even lang als middenvoetsbeen III (het middelste bot van de tarsometatarsus). Bovendien is het uiteinde van middenvoetsbeen III naar buiten gebogen, tot een positie die bij andere vogels tussen tenen III en IV zou vallen. Middenvoetsbeen II (het binnenste geconserveerde bot van de tarsometatarsus) heeft een zeer breed en katrolvormig teengewricht. Een kleine benige bult (een dorsomediale projectie) is aanwezig net boven de binnenrand van dit teengewricht. Een richel strekt zich uit tussen de middenvoetsbeentjes II en III in het onderste deel van elk bot. Het midden van middenvoetsbeentje II behield een grote tuberculum (een knoop voor spieraanhechting), terwijl het nabije deel van middenvoetsbeentje III een dunne rand bezit. Geen middenvoetsbeentje I of grote teen is bewaard gebleven bij een van de exemplaren. Zoals bij de meeste Enantiornithes, is er geen hypotarsus (een brede richel op de achterkant van de tarsometatarsus) aanwezig.

## Verwantschappen
Dat er wel of geen autapomorfieën aanwezig zijn bij de overblijfselen van dit taxon, is irrelevant voor de affiniteiten ervan, die overigens steeds onzeker zijn geweest. Het is soms vergeleken met avisauriden, een groep Enantiornithes uit het Laat-Krijt die ook voornamelijk bekend zijn van tarsometatarsi. Een kleine fylogenetische analyse uitgevoerd tijdens de eerste beschrijving in 1993 vond verschillende meest spaarzame bomen met tegenstrijdige resultaten. Sommigen plaatsten het als een nauwere verwant van avisauriden dan Lectavis bretincola (een ongewoon langbenig lid van Enantiornithes dat in dezelfde afzetting werd ontdekt). Andere, meest spaarzame bomen boden echter het tegenovergestelde resultaat, waarbij Lectavis een nauwere verwant is van avisauriden dan Yungavolucris.
Sinds 1993 hebben aanvullende analyses de kloof tussen Yungavolucris en avisauriden vergroot. Andere Enantiornithes, zoals Enantiophoenix, Halimornis en Concornis, bleken dichter bij Avisaurus te staan dan Yungavolucris of Lectavis. Een nauwe verwantschap tussen de twee taxa uit El Brete en Avisaurus lijkt hoogst onwaarschijnlijk.
Omdat alleen de tarsometatarsus bekend is van Yungavolucris, kan het dezelfde soort zijn als een van de andere Enantiornithes uit El Brete die zijn beschreven op basis van botten van de voorpoten. De grootte van Yungavolucris is moeilijk te zeggen; de relatief grote Enantiornis zou een match kunnen zijn als Yungavolucris korte poten van normale breedte had, maar Enantiornis lijkt een vrij conventioneel gebouwd taxon te zijn. Als Yungavolucris zowel ongewoon korte als brede benen had, zou het de grootte kunnen zijn van de kleine soort Martinavis of misschien de iets grotere Elbretornis. Deze geslachten hebben echter tibiotarsus-materiaal dat voorlopig naar ze wordt verwezen, en hoewel dit materiaal misschien niet echt tot Martinavis of Elbretornis behoort, komt het niet overeen met de vorm van een tibiotarsus die een werkende enkel zou vormen met de tarsometatarsus van Yungavolucris.
Een paar studies hebben het teruggevonden als een naaste verwant van Grabauornis.

## Levenswijze
Volgens Luis Maria Chiappe duiden de brede krachtige poten op een zwemmende levenswijze.